# كأس النرويج 2002
كأس النرويج 2002 (بالنرويجية: Norgesmesterskapet i fotball for menn 2002)‏ هو موسم من كأس النرويج. أقيم خلال الفترة 23 مايو 2002 وحتى 3 نوفمبر 2002، وأشرف على تنظيمه اتحاد النرويج لكرة القدم، وكان عدد الأندية المشاركة فيه 32، وفاز فيه نادي فوليرينغا.